# Mark Kelly
Mark Edward Kelly (Orange, 21 de fevereiro de 1964) é um político, ex-astronauta e empresário norte-americano, atualmente servindo como Senador pelo estado do Arizona. Veterano da marinha dos Estados Unidos, ele trabalhou também na NASA entre 1996 e 2011, participando de quatro missões ao espaço no programa do ônibus espacial.

## Carreira

### Marinha
Nascido no estado de Nova Jérsei, formou-se em engenharia marinha e ciência náutica. Em dezembro de 1987, tornou-se aviador naval e recebeu treinamento em aviões A-6 Intruder, sendo depois enviado para o Japão e posteriormente para o Golfo Pérsico, onde serviu nos esquadrões de caça do porta-aviões USS Midway e participou de 39 missões de combate durante a Operação Tempestade no Deserto. Após o conflito cursou a Escola de Piloto de Teste Naval dos Estados Unidos, antes de entrar para a NASA, e tem um total de mais de 4500 horas de vôo em 50 aeronaves diferentes e  375 aterrissagens contabilizadas em porta-aviões.

### NASA
Selecionado para o corpo de astronautas da NASA em 1996 – junto com seu irmão-gêmeo Scott Kelly, também astronauta – e foi ao espaço pela primeira vez em dezembro de 2001 com piloto da missão STS-108 Endeavour, a primeira missão espacial dos Estados Unidos após os ataques terroristas de 11 de setembro para a Estação Espacial Internacional (ISS), uma missão de doze dias em órbita.
Em julho de 2006 voltou ao espaço novamente como piloto da STS-121 Discovery, sua segunda visita à ISS. Seu terceiro voo espacial foi novamente na nave Discovery, como comandante da missão STS-124 , lançada de Cabo Canaveral em 31 de maio de 2008 e que se destinou a instalar a segunda parte do módulo japonês Kibo na ISS.
Sua quarta missão foi comandando a Endeavour STS-134, a última missão ao espaço da espaçonave, lançada em 16 de maio de 2011. A missão teve como principal objetivo a colocação em órbita do Espectômetro Magnético Alpha, peça central de um controvertido e pioneiro experimento de US$ 2 bilhões com o qual os cientistas da agência espacial esperam revelar os segredos da misteriosa matéria escura que comporia cerca de 20% do Universo. Em 22 de maio, Kelly recebeu a bênção papal do papa Bento XVI para sua mulher, na primeira vez que um Papa comunicou-se com a tripulação de um ônibus espacial em órbita. Ele regressou à Terra em 1 de junho, comandando o último pouso da Endeavour em Cabo Kennedy, na Flórida.

## Estudos dos Gêmeos
Em outubro de 2011 Kelly aposentou-se da NASA e da Marinha para dar melhor assistência à sua mulher, ferida num tiroteio no Arizona. Em 2015, porém, voltou a trabalhar para a agência espacial como parte do projeto "One-Year Crew Mission", a primeira missão de um ano de permanência na ISS,  realizada por seu irmão gêmeo também astronauta Scott Kelly, junto com o cosmonauta russo Mikhail Kornienko. Esta missão tem como objetivo medir a capacidade humana para longa permanência no espaço, visando à futuras viagens espaciais para o espaço profundo e para Marte. Durante a permanência de Scott em órbita, ele no espaço e Mark na Terra serviram de cobaias humanas em experiências para a monitoração de saúde e sinais vitais, além de estudos moleculares, de dois homens com o mesmo gene, para medir as possíveis variações e diferenças causadas sobre dois organismos idênticos submetidos aos mesmos experimentos e atividades na Terra e na microgravidade espacial. A experiência, chamada Twins Study, foi realizada entre março de 2015 e março de 2016.

## Vida pessoal
Kelly é casado com a deputada democrata Gabrielle Giffords, gravemente ferida durante um tiroteio ocorrido em Tucson, Arizona, em janeiro de 2011. Sua esposa compareceu a Cabo Kennedy para assistir ao lançamento da missão sob seu comando, em maio de 2011, já em franca recuperação do tiro que levou na cabeça durante o incidente.